# مجمع الجلاء الطبي للقوات المسلحة
مجمع الجلاء الطبي للقوات المسلحة هو مستشفى عسكري مصري يتبع إدارة الخدمات الطبية للقوات المسلحة المصرية، يقع في حي مصر الجديدة بالعاصمة المصرية القاهرة، على مساحة 29 فدان، أنشأ المجمع سنة 1992 تحت اسم مستشفى الجلاء العسكري، وتحول سنة 2014 إلى مجمع طبي متكامل يضم ستة مستشفيات وثلاثة مراكز طبية متخصصة، بلغت القدرة الاستيعابية للمجمع في ديسمبر 2014 حوالي 922 سرير.

## المستشفيات
يضم المجمع عدة مستشفيات ومراكز تخصصية هي:
- مستشفى الجلاء العسكري.
- مستشفى الأطفال والنساء.
- مستشفى الطوارئ.
- مستشفى الأورام.
- مستشفى الكلى.
- مستشفى الأنف والأذن والحنجرة والسمعيات.
- مركز جراحة المخ والأعصاب.
- مركز الرعاية الحرجة.
- مركز الخلايا الجذعية.

## وصلات خارجية
- الصفحة الرسمية للمجمع على موقع فيس بوك.